# 1371
1371 је била проста година.

## Догађаји
- 8. октобар — Маричка битка

### Децембар
- Википедија:Непознат датум — Подигнут град Крушевац
- Википедија:Непознат датум — Бугарска се дели на Трновску и Видинску

## Смрти

### Фебруар
- 17. фебруар — Јован Александар, бугарски цар
- 26. септембар — Вукашин Мрњавчевић, српски краљ
- 26. септембар — Угљеша Мрњавчевић, српски великаш

### Децембар
- 4. децембар — Урош Нејаки, српски цар